# حامد عبد الصمد
حامد عبد الصمد (1 فبراير 1972 -) هو روائي مصري ألماني، مقيم في ألمانيا. ولد في الجيزة بجمهورية مصر العربية. درس الانجليزية والفرنسية بجامعة عين شمس بالقاهرة ثم العلوم السياسية بجامعة أوجسبرج في ألمانيا ثم عمل بمنظمة اليونيسكو كخبير تربوى كما عمل مدرساً للدراسات الإسلامية بجامعة إيرفورت الألمانية، ثم مدرساً للتاريخ الإسلامي بجامعة ميونخ بألمانيا.

## أعماله
- «وداعا أيتها السماء»، (دار ميريت للنشر، 2008) وهي الرواية التي صدرت بالعربية والألمانية وذاع صيته بسببها. ويرى عبد الصمد أن تلك الرواية هي عرض للتناقضات التي أحاطت بحياته بين مصر وألمانيا واليابان ومحاولة لفهمها. وأعتبر بعض النقاد أنها من أكثر الروايات جرأة وإثارة للجدل، فالبعض تحمس لها باعتبارها إضافة مهمة للرواية الجديدة، الشابة في مصر، وإنها عمل روائي يتمتع بالشجاعة في تناول مآزق ومواقف إنسانية مازالت محرمة ومجرمة في الرواية والأدب العربي عموما. (جريدة الاتحاد الإماراتية)[3]

«وتعتبر وداعاً أيتها السماء هي أول رواية تعالج قضية إغتصاب الأطفال في مصر والعوامل النفسية المترتبة عليها» (جريدة المصري اليوم)
- «سقوط العالم الإسلامي» وهو كتاب صدر في 2010 قبل الربيع العربي (صدرت الطبعة العربية عن دار ميريت للنشر، 2010) ويتوقع عبد الصمد فيه اندحار العالم الإسلامي خاصة في المنطقة العربية. يطرح الكتاب تحليلاً للأوضاع المتدنية التي وصلت إليها معظم الدول الإسلامية على المستويات كافة: فكريًا وتعليميًا، واقتصاديًا، إضافة إلى التزمت الديني والجوع الجنسي.

ويقول هناك فرق بين الإسلام والحركات الإسلامية. الإسلام كحضارة هو في مرحلة شيخوخة ولا يقدم جديداً، ولا يجيب على التساؤلات الملحة للقرن الحادي والعشرين. أما الحركات الإسلامية فهي فرقعة ناتجة من قلة الحيلة وعدم القدرة على التنافس مع الحضارات الأخرى على المستوى العلمي والسياسي.
- «الفاشية الإسلامية» وهو كتاب صدر لأول مرة باللغة الألمانية عام 2014 وبعدها تمت ترجمته إلى عدة لغات كالإنجليزية والفرنسية والإيطالية والنرويجية والتشيكية والمجرية والكورية والفارسية والسويدية وفي 2019 أصدرت دار ميريت الطبعة العربية من الكتاب خلال الدورة الخمسين لمعرض القاهرة الدولي للكتاب ويذكر أن الكتاب أثار ضجة كبيرة عام 2016 بعد ما تم منعه في فرنسا، ويناقش الكتاب أوجه الشبه بين الحركة الفاشية التي نشأت عقب الحرب العالمية الأولى وإيدلوجية الإسلام الأصولى التي تتبناها جماعات مثل الإخوان المسلمين التي ظهرت في نفس الوقت تقريبًا، ويرى حامد عبد الصمد أن جذور تلك الفاشية الإسلامية موجودة في التاريخ الإسلامي حيث كانت دائمًا ما تستمد شرعيتها من النصوص القرآنية والسيرة النبوية.
- له أيضا لقاءات تلفزيونية مع رشيد حمامي المغربي والمشهور بـ«الأخ رشيد» المتحول من الإسلام إلى المسيحية ومقدم برنامج سؤال جريء على قناة الحياة المسيحية. كما يقدم حاليا حلقات تحليلية لحياة رسول الإسلام محمد بعنوان «صندوق الإسلام» تذاع على قناته على موقع «يوتيوب».[بحاجة لمصدر] في 17 يونيو 2019 تم حذف قناة حامد عبد الصمد على «يوتيوب» دون تعليق. ولكن بسبب العديد من الاحتجاجات من شخصيات بارزة، تم ترميمها بعد فترة وجيزة.[5]